# Exermont
Exermont é uma comuna francesa na região administrativa de Grande Leste, no departamento Ardenas. Estende-se por uma área de 19 km². Em 2010 a comuna tinha 41 habitantes (densidade: 2,2 hab./km²).